# ماتياس ماير
ماتياس ماير (بالألمانية: Matthias Meyer)  (و. 1952 –  م) هو قانوني، من ألمانيا.

## مناصب
تولى منصب سفير ألمانيا لدى نيبال (منذ 2014)، وسفير ألمانيا لدى أوزبكستان (2006–2009)، وسفير ألمانيا لدى طاجيكستان (1997–2000).